# عبد الله مرسلي
عبد الله مرسلي (1930م-2000م) (بخط التيفيناغ: ⴰⴱⴷⴰⵍⵍⴰⵀ ⵎoⵔⵙⵍⵉ) هو رجل سياسي ومجاهد جزائري من مواليد تيبازة في منطقة القبائل الشنوية وجبال ساحل الجزائر ضمن الجزائر.

## العائلة
كانت ولادة عبد الله مرسلي في سنة 1930م الموافقة لعام 1349هـ.
ودرس القرآن الكريم ومبادئ اللغة العربية والفقه المالكي في زاوية سيدي علي مبارك.

## ثورة تحرير الجزائر
شارك المجاهد عبد الله مرسلي ضمن في الولاية الرابعة التاريخية في ثورة تحرير الجزائر منذ اندلاعها في 1954م إلى غاية الاستقلال الوطني في 1962م.

## وفاته
كانت وفاة عبد الله مرسلي في سنة 2000م الموافقة لعام 1421هـ.
وقد كانت وفاته في ولاية تيبازة عن عمر 70 سنة.

## التكريم
تم تكريم المجاهد عبد الله مرسلي بعد وفاته من خلال إعطاء اسمه لجامعة تيبازة لتصبح بذلك تسميتها جامعة عبد الله مرسلي.
وكانت هذه التسمية بمناسبة الاحتفال بذكرى ثورة التحرير الجزائري خلال يوم 1 نوفمبر 2014م.
كما تم إعطاء اسم هذا المجاهد لثانوية في سيدي عكاشة ضمن ولاية الشلف.

### مواضيع ذات صلة
- قائمة أعلام الجزائريين
- جامعة عبد الله مرسلي

### فيديوهات
- مراسيم تدشين جامعة تيبازة يوم 01 نوفمبر 2014 باسم المرحوم المجاهد مرسلي عبد الله على يوتيوب.